# Bactrocera flavopectoralis
Bactrocera flavopectoralis
 es una especie de díptero que Erich Martin Hering describió por primera vez en 1953. Bactrocera flavopectoralis pertenece al género Bactrocera de la familia Tephritidae.